# Michael Waldron
Michael Waldron est un scénariste et producteur américain, surtout connu pour son travail sur Rick et Morty, Loki, Heels et Doctor Strange in the Multiverse of Madness.

## Carrière
En février 2014, Michael Waldron a été inscrit au programme MFA à l'Université Pepperdine et il a été stagiaire chez Adult Swim pour la série Rick et Morty au cours de la première saison et a été embauché par le co-créateur de la série, Dan Harmon, pour faire partie de l'équipe de production. En juillet 2016, il a travaillé sur la série HarmonQuest. En février 2017, il a participé à l'écriture de la série Heels, diffusée sur Starz. En août 2017, il était producteur exécutif de la série YouTube Premium Good Game.
En février 2019, il est embauché comme scénariste en chef et producteur exécutif de la série Disney+ Loki. En novembre 2019, après avoir produit plusieurs épisodes de Rick et Morty, Michael Waldron a écrit un des épisodes de la quatrième saison. En février 2020, il a commencé à écrire le scénario du film Doctor Strange in the Multiverse of Madness. En janvier 2021, il a été embauché pour écrire le scénario du film sans titre Star Wars de Kevin Feige, tout en signant un accord global avec Disney.
Au début de l'automne 2022, il est annoncé qu'il sera le scénariste du film Avengers: Secret Wars.
Le 27 novembre 2023, Waldron est annoncé comme le scénariste du film Avengers: The Kang Dinasty, remplaçant Jeff Loveness.
Le 28 juillet 2024, Michael Waldron est finalement remplacé par le scénariste Stephen McFeely pour écrire les deux prochains films Avengers.

## Filmographie

### En tant que scénariste
- 2014 : Community (13 épisodes)
- 2019 : Rick et Morty (1 épisode)
- 2021 : Loki (2 épisodes)
- 2021 : Heels (8 épisodes)
- 2022 : Doctor Strange in the Multiverse of Madness
- 2026 : Avengers: Doomsday (co-scénariste)

### En tant qu’acteur
- 2022 : Doctor Strange in the Multiverse of Madness : le témoin de mariage de Charlie (caméo)

### En tant que producteur
- 2017 : Good Game (production exécutive)
- 2019 : Rick et Morty
- 2021 : Loki (production exécutive)
- 2021 : Heels (production exécutive)

## Récompenses
- Primetime Emmy Awards : Meilleur programme d'animation pour Rick et Morty